# Hydriomena suffumata
Hydriomena suffumata är en fjärilsart som beskrevs av Finke 1924. Hydriomena suffumata ingår i släktet Hydriomena och familjen mätare. Inga underarter finns listade i Catalogue of Life.